# Corrie van Dijk
Corrie van Dijk (1938) is een Nederlands voormalig meteoroloog. Ze was in 1964 de eerste vrouwelijke meteoroloog bij het KNMI. 
In januari 2022 kwam ze in het nieuws doordat storm Corrie naar haar vernoemd werd. Het was de eerste storm van het stormseizoen 2021-2022 met een Nederlandse naamgever.

## Levensloop
Van Dijk werd geboren in 1938. Ze groeide op in Haarlem en doorliep daar de HBS. Ze stapte direct in de Luva (Luchtmacht Vrouwenafdeling).  Ze kreeg haar opleiding in Villa Orta in De Bilt, waar ze werd opgeleid tot officier-meteoroloog. Ze wilde echter eerst verkeersleider worden; ze bleek daarvoor te kleurenblind. Ze was de eerste vrouw die daar het brevet haalde; ze kreeg de rang vaandrig. Tijdens de studie had ze ervaring opgedaan op Vliegveld Gilze-Rijen en een vliegveld te Hilversum. Ze ging werken op Vliegveld Ypenburg (verkeerstoren). Ze had inmiddels ook een opleiding aan de Koninklijke Militaire Academie in Breda achter de rug.
Ze werd in 1964 aangenomen als meteoroloog bij het KNMI. Ze was de eerste vrouw die werd aangenomen bij het landelijke weerinstituut en werkte bij het filiaal op Vliegveld Zestienhoven bij Rotterdam. Zeven jaar later stopte ze bij het KNMI en ging ze aan de slag op de medische administratie van het ziekenhuis in Schiedam, zodat ze haar werkzaamheden beter kon combineren met het moederschap.
Om stormen meer onder de aandacht te brengen, krijgen deze sinds 2019 een naam als het KNMI een code oranje of code rood voor windstoten uitgeeft. De lijst hiervoor wordt opgesteld door het KNMI, Britse meteodienst Met Office en Iers equivalent Met Éireann. De eerste naam die voor stormseizoen 2021-2022 door Nederland werd ingebracht was Corrie, naar eerste vrouwelijke meteoroloog Van Dijk. Ze had in de zomer van 2021 toestemming gegeven aan het KNMI om een storm naar haar te vernoemen.